# Ка де Ланци (Ређо Емилија)
Ка де Ланци је насеље у Италији у округу Ређо Емилија, региону Емилија-Ромања.
Према процени из 2011. у насељу је живело 67 становника. Насеље се налази на надморској висини од 460 м.